# Еколошки устанак
Еколошки устанак (Ekološki ustanak; рус. Экологическое восстание) — движение и политическая организация в Сербии. Лидер Александр «Чута» Йованович (серб. Aleksandar Jovanović Ćuta).

## История
«Еколошки устанак» сформировалось как политическое и протестное движение в 2021 году во время экологических протестов. В последствии, лидер движения, Чута, был избран депутатом Национального собрания Сербии во главе коалиции Moramo (рус. Мы должны) на парламентских выборах 2022 года. 
11 июня 2022 года движение было объединено в новую политическую партию под названием Zajedno (рус. Вместе). В сентябре 2023 года Чута покинул Zajedno, заявив, что участники коалиции Moramo-Zajedno предполагали сотрудничество с правыми организациями.
С 2022 года движение принимает активное участие в протестном движение против разработки месторождений лития на территории Сербии компанией Rio Tinto.

## Результаты на выборах

### Народная скупщина Республики Сербия
| Год  | Выдвиженец                  | Голоса  | в %%   | Количество мандатов | Коалиция              | Положение |
| ---- | --------------------------- | ------- | ------ | ------------------- | --------------------- | --------- |
| 2022 | Александар «Чута» Йованович | 178 733 | 4,84%  | 4 из 250            | Moramo                | оппозиция |
| 2023 | Александар «Чута» Йованович | 902 450 | 24,32% | 5 из 250            | Сербия против насилия | оппозиция |

### Президентские выборы
| Год  | Выдвиженец       | Первый тур             | Второй тур |
| ---- | ---------------- | ---------------------- | ---------- |
| 2022 | Биляна Стойкович | 122 378 голосов, 3,30% | не прошла  |

### Выборы советниковскупщины Белграда[серб.]
| Год  | Выдвиженец                  | Первый тур             | Количество мест | Коалиция              | Положение        |
| ---- | --------------------------- | ---------------------- | --------------- | --------------------- | ---------------- |
| 2022 | Александар «Чута» Йованович | 99 078 голосов, 11,04% | 3 из 110        | Moramo                | оппозиция        |
| 2023 | Александар «Чута» Йованович | 325 429, 35,39%        | 2 из 110        | Сербия против насилия | досрочные выборы |
| 2024 | Александар «Чута» Йованович | 89 430, 12,42%         | 1 из 110        | Biramo Beograd        | оппозиция        |